# Carl Gustav Witt
| Planetoida     | Data odkrycia       |
| -------------- | ------------------- |
| (422) Berolina | 8 października 1896 |
| (433) Eros     | 13 sierpnia 1898    |

Carl Gustav Witt (ur. 29 października 1866 w Berlinie, zm. 3 stycznia 1946 w Falkensee) – niemiecki astronom. 
Pracował w obserwatorium astronomicznym Urania w Berlinie, gdzie odkrył dwie planetoidy. Od 1909 roku privatdozent, od 1921 roku profesor nadzwyczajny astronomii na Uniwersytecie Fryderyka Wilhelma w Berlinie.
W uznaniu jego pracy planetoida (2732) Witt została nazwana jego nazwiskiem. Na cześć tego astronoma nazwano także strukturę Witt Regio na odkrytej przez niego planetoidzie Eros.